# Lambia coelocephala
Lambia
Pour les articles homonymes, voir Lambia.
Genre
Espèce
Lambia coelocephal, unique représentant du genre Lambia, est une espèce d'insectes diptères de la famille des Platystomatidae.

## Taxonomie
Le nom valide complet (avec auteur) de ce genre est Lambia Hendel, 1914 et de l'espèce est Lambia coelocephala Hendel, 1914.